# Panhard & Levassor Type X46

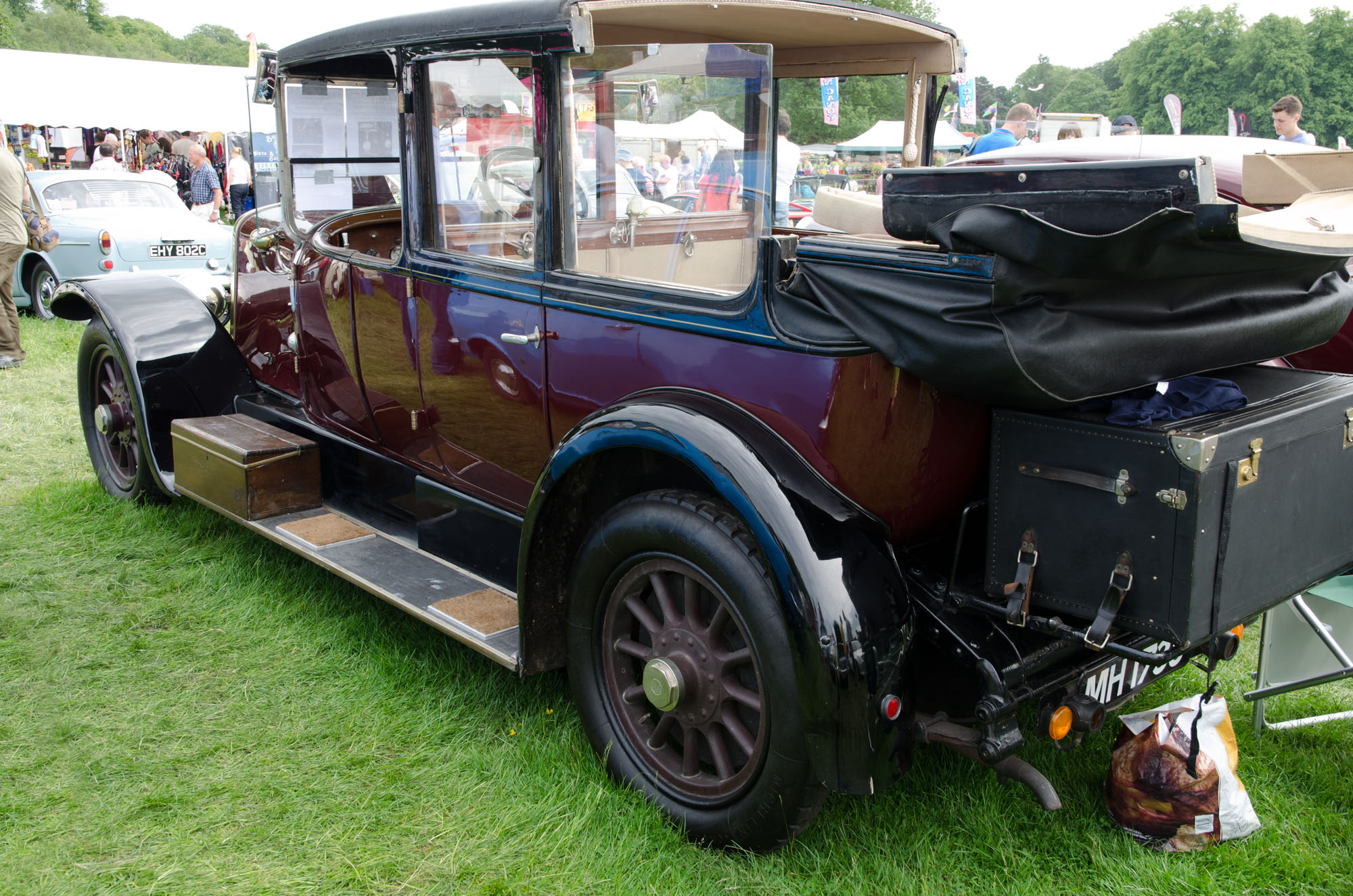
Als Landaulet

Der Panhard & Levassor Type X46 ist ein Pkw-Modell der 1920er Jahre. Hersteller war Panhard & Levassor in Frankreich.

## Beschreibung
Die Fahrzeuge haben einen ventillosen Schiebermotor nach einer Lizenz von Charles Yale Knight. Im Motorcode „SK4E3“ steht das „K“ für Knight und die „4“ für die Anzahl der Zylinder.
Der Vierzylinder-Reihenmotor hat 85 mm Bohrung, 140 mm Hub und 3178 cm³ Hubraum. Er wurde auch 16 CV genannt. Besonderheit ist eine „Flector“ genannte Art der Kraftübertragung des Frontmotors zur Hinterachse, bei der elastische Gummielemente die üblichen Gelenke einer Kardanwelle ersetzen.
Der Radstand beträgt laut einer Quelle maximal 337 cm. Genauere Angaben lauten 337 cm für 1924, 1925, 1926 und 1928 sowie 327 cm für 1927.
Bekannt sind die Karosseriebauformen Torpedo, Limousine, Landaulet und Cabriolet.
Die Produktion begann 1924 und endete regulär im Oktober 1928. 1929 entstand noch ein Einzelstück. In den einzelnen Kalenderjahren wurden 646, 527, 407, 171, 57 und 1 Fahrzeug hergestellt. Zusammen sind das 1809 Fahrzeuge, von denen 332 exportiert wurden. Allerdings beinhaltet der Wert für das erste Jahr auch die Vorgänger Type X36 und Type X40, da die Statistik diese Modelle zusammenfasst.
Die Baureihe Panhard & Levassor CS folgte.